# Вільям Вітворт
Вільям Джок Вітворт (англ. William Jock Whitworth; 29 червня 1884, Чатем — 25 жовтня 1973, Богнор Регіс) — британський воєначальник, адмірал Королівського військово-морського флоту Великої Британії, учасник Першої та Другої світових воєн.

## Біографія
Військова кар'єра
- вересень 1899 — кадет ВМС
- до 1906 — суб-лейтенант
- 31 жовтня 1906 — лейтенант
- 31 жовтня 1914 — лейтенант-командер
- 30 червня 1918 — командер
- 31 грудня 1925 — капітан
- липень 1936 — контрадмірал
- 1 січня 1940 — віцеадмірал
- 1 січня 1943 — адмірал

Вільям Джок Вітворт приєднався до Королівського флоту як кадет у 1899 році, а 15 січня 1901 року був відправлений для подальшого проходження служби на лінкор «Оушн». На ньому брав участь у придушенні Боксерського повстання, служачи на базі Китайської станції Королівського флоту.
Брав активну участь у Першій світовій війні, командуючи есмінцями «Кокатріс», «Орестес» і «Відетт». Потім він став командиром Школи фізичної та рекреаційної підготовки в Портсмуті в 1926 році. У 1928 році він отримав під своє командування «Стюарт» і 2-гу флотилію міноносців Середземноморського флоту.
У 1933 році Вітворт був призначений капітаном флоту Головнокомандувача Середземноморського флоту, а в 1936 році він прийняв командування лінкором «Родні». У 1937 році він став військово-морським секретарем.
Вітворт служив у Другій світовій війні та командував ескадрою лінійних крейсерів у 1939 році. Брав участь у Норвезькій кампанії, а в 1940 році, під його прапором, що майорів на лінкорі HMS Warspite, він привів Королівський флот до перемоги в другій битві при Нарвіку в ході компанії.
9 квітня 1940 року ескадра віцеадмірала Вітворта, що мала у своєму складі лінійний крейсер «Рінаун» та дев'ять есмінців, вступила у морський бій біля Лофотенських островів з німецькими лінійними кораблями «Шарнгорст» і «Гнейзенау». Після короткої перестрілки між основними кораблями, в якій сторони зазнали ушкоджень, командир німецької ескадри дав команду своїм кораблям відступити з поля бою.
У серпні 1940 року він повернувся до командування ескадрою лінійних крейсерів. У 1941 році він був призначений другим морським лордом і начальником військово-морського персоналу, а в 1944 році — головнокомандувачем у Росайті. У 1946 році вийшов на пенсію.